# Pozdrav iz Munlajta
Pozdrav iz Munlajta je epizoda Dilan Doga objavljena u Srbiji premijerno u n° 52. u izdanju Veselog četvrtka. Sveska je objavljena 2009. Koštala je 190 din. Imala je 94 strane.

## Originalna epizoda
Originalna epizoda pod nazivom Saluti da Moonlight objavljena je premijerno u n° 261. regularne edicije Dilana Doga u Italiji u izdanju Bonelija. Izašla je 2008. god. Epizodu je nacrtao Đovani Fergieri, a scenario je napisao Đovani di Gregorio. Naslovnu stranu je nacrtao Anđelo Stano. Koštala je 3,9 €.